# Puerto Banús
Puerto Banús is een jachthaven in de Spaanse stad Marbella.
De haven werd gebouwd door Jose Banús, een goede vriend van Francisco Franco en geopend in 1970. In opdracht van de toenmalige burgemeester Jesús Gil werd de haven in de jaren 90 onder groot protest van milieuactivisten uitgebreid.
Tegenwoordig is de haven trefpunt van de jetset. De havengelden bedragen voor sommige plaatsen tot € 500.000 per vierkante meter. De jachten in de haven zijn tot 70 meter lang. In 2019 zijn de prijzen voor schepen langer dan 55 meter gestegen naar €4.289 per dag, wat Puerto Banus de duurste jachthaven van Europa maakt.  Vooral rijke Arabieren hebben hier een jacht liggen. Puerto Banús is het centrum van het nachtleven aan de Costa del Sol. De horeca in de haven behoort tot de hogere prijsklasse.